# Olympische Jugend-Sommerspiele 2010/Teilnehmer (Frankreich)
| Gelbes Symbol für Goldmedaillen mit stilisierten Olympischen Ringen | Graues Symbol für Silbermedaillen mit stilisierten Olympischen Ringen | Braundes Symbol für Bronzemedaillen mit stilisierten Olympischen Ringen |
| ------------------------------------------------------------------- | --------------------------------------------------------------------- | ----------------------------------------------------------------------- |
| 6                                                                   | 2                                                                     | 7                                                                       |

Die französische Jugend-Olympiamannschaft für die I. Olympischen Jugend-Sommerspiele in Singapur bestand aus 61 Athleten.

## Athleten nach Sportarten

### Badminton
| Mädchen - Léa Palermo | Jungen - Lucas Claerbout |

### Basketball
Mädchen
- Justine Barthelemy
- Rudiane Eduardo
- Lou Mataly
- Onayssa Sbahi

### Bogenschießen
| Mädchen - Laurie Lecointre | Jungen - Julien Rossignol |

### Boxen
Jungen
- Tony Yoka
Gold  Superschwergewicht (über 91 kg)

### Fechten
| Mädchen - Kenza Boudad | Jungen - Arthur Zatko |

### Handball
Jungen
- Bronze
- Adrien Ballet Kebengue
- Benjamin Bataille
- Jordan Bonilauri
- Théophile Caussé
- Théo Derot
- Hugo Descat
- Julian Emonet
- Antoine Gutfreund
- Bryan Jabea Njo
- Laurent Lagier Pitre
- Mathieu Merceron
- Timothey N’Guessan
- O’Brian Nyateu
- Kévin Rondel

### Judo
Mädchen
- Julia Rosso-Richetto

### Kanu
| Mädchen - Manon Hostens | Jungen - Guillaume Bernis |

### Leichtathletik
| Mädchen - Aurélie Chaboudez Gold 400 Meter Hürden - Sokhna Gallé Silber Dreisprung - Nina Habold - Coralie Leturgez - Alexia Sedykh Gold Hammerwurf | Jungen - Guy Anouman - Nicolas Borome - Ken Romain |

### Moderner Fünfkampf
| Mädchen - Manon Carpentier | Jungen - Valentin Prades |

### Rudern
| Mädchen - Noémie Kober Bronze Einer | Jungen - William Chopy - Benoît Demey |

### Schießen
| Mädchen - Jennifer Olry | Jungen - Vincent Jeanningros |

### Schwimmen
| Mädchen - Mathilde Cini Gold 200 m Rücken Bronze 4 × 100 m Lagen Mixed - Marie Jugnet - Anna Santamans Gold 50 m Freistil Bronze 50 m Schmetterling Bronze 4 × 100 m Lagen Mixed | Jungen - Jordan Coelho Silber 4 × 100 m Lagen Bronze 4 × 100 m Lagen Mixed - Mehdy Metella Gold 100 m Freistil Silber 4 × 100 m Lagen Bronze 4 × 100 m Lagen Mixed - Ganesh Pedurand Silber 4 × 100 m Lagen - Thomas Rabeisen Silber 4 × 100 m Lagen |

### Segeln
| Mädchen - Clidane Humeau | Jungen - Maxime Labat |

### Taekwondo
Mädchen
- Hajer Mustapha
- Samantha Silvestri
Bronze  Klasse bis 63 kg
- Faiza Taoussara
Bronze  Klasse über 63 kg

### Tischtennis
| Mädchen - Céline Pang | Jungen - Simon Gauzy Bronze Einzel |

### Triathlon
Jungen
- Jérémy Obozil

### Turnen
| Mädchen - Sophia Serseri | Jungen - Brandon Prost |

### Wasserspringen
Mädchen
- Fanny Bouvet